# Милкана Николова
Милкана Николова е българска оперна певица, сопрано.

## Биография
Милкана Николова е родена на 23 октомври 1938 г. в Русе. Учи четири семестъра математика в София, но любовта ѝ към музиката надделява. Взима уроци при известната певица и педагожка Катя Спиридонова. Милкана Николова е сред малкото български оперни певци, заедно с Александрина Милчева и Никола Гюзелев, постигнали международно признание без да имат висше музикално образование.
През 1962 г. е става солистка на Старозагорската опера. Дебютът ѝ като Мюзета от „Бохеми“ на Пучини прави силно впечатление; специално за нея се поставят „Манон Леско“ от Пучини и „Стършел“ от Антонио Спадавекия. През 1964 г. двете творби са представени на Прегледа на българските оперни театри в София, където певицата е високо оценена. Поканена е на гастроли в българските оперни театри, а през 1965 г. е приета за солистка в Софийската опера. На нейната сцена се изявява в „Мадам Бътерфлай“, „Аида“ и „Тоска“ (в главните роли), в „Княз Игор“ на Бородин като Ярославна, „Антигона“ на Любомир Пипков „Селска чест“ на Маскани като Сантуца.
Специализира в Милано (Италия) при маестро Сорезини. След двумесечна работа с него печели първа награда от конкурса „Верди“ в Бусето.
Пее на най-големите оперни сцени в Италия и на няколко музикални фестивала. Поканена от Ла Скала за участие в операта „Йов“ на Луиджи Далапикола в ролята на весталката. Отзивите след премиерата на 21 май 1967 г. са блестящи, а тя е поставена наравно с най-добрите изпълнители от това време.
След завръщането си в България разширява репертоара си с роли в „Лоенгрин“ на Вагнер, „Бал с маски“ на Верди, „Бохеми“, участва в нова постановка на „Аида“.
От 1972 до 1978 г. пее във Виенската опера. След това се занимава с преподавателска дейност.
Авторка е на книгата „За да остане“ (2009) – спомени и кратки биографии на нейни колеги артисти от Софийската опера. Желанието ѝ е да припомни имената на певци, които не са били звезди, но със своя талант и труд десетилетия наред са в основа на успехите на Операта.